# 100 бажань до перетворення на зомбі
100 бажань до перетворення на зомбі (яп. ゾン100 ～ゾンビになるまでにしたい100のこと～, Zon 100 ~ Zonbi ni Naru made ni Shitai 100 no Koto ~, англ. Zom 100: 100 Things I Want to do Before I Become a Zombie / Zom 100: Bucket List of the Dead) — манґа, написана Харо Асо та проілюстрована Котаро Такатою. З жовтня 2018 року вона була випущена в журналі шьонен-манґи Shogakukan Monthly Sunday Gene-X, а її розділи зібрано в чотирнадцять томів танкобон станом на червень 2023 року. Ліцензію на випуск серії англійською мовою в Північній Америці видано Viz Media. Прем'єра адаптації у форматі аніме-телесеріалу від Bug Films запланована на липень 2023 року. Прем'єра живої екранізації запланована на Netflix у серпні 2023 року.

## Сюжет
Серіал розповідає про Акіру Тендо, двадцятирічного офісного працівника, який виявляє, що потрапив у пастку рутинного й безглуздого життя. Йому не вистачає потягу та мотивації, оскільки він розчарований своєю кар'єрою. Однак, коли Токіо несподівано вражає зомбі-апокаліпсис, перетворюючи людей на безглуздих зомбі, усе перевертається з ніг на голову.
Замість того, щоб піддатися страху, Акіра бачить у цьому можливість повноцінно відчути життя, а не погоджуватися на своє буденне існування. Він вирішує створити «список» усього, що він хоче зробити перед смертю.
Разом зі своїм другом Кенчо Акіра вирушає в захопливі та часто дивні екскурсії містом, заповненим зомбі. Їхні витівки варіюються від простих задоволень, як-от безкоштовна їжа в дорогих ресторанах, до більш екстравагантних занять, як-от прогулянка на американських гірках і відвідування будинків з привидами.
Пробираючись небезпечними вулицями, де кишать зомбі-м'ясоїди, Акіра та Кенчо стикаються з іншими вцілілими, які мають власні мотиви для виживання. Під час подорожі вони створюють дивні союзи, стикаються з власними тривогами та дізнаються про важливість дружби та здатності людського духу вистояти перед обличчям труднощів.

## Персонажі
Акіра Тендо (яп. 天道 輝, Tendō Akira)
Сейю: Умеда Шюічіро (оригінал), Зено Робінсон (англійський дубляж)
Роль в екранізації: Акасо Ейджі
Шідзука Мікадзукі (яп. 三日月 閑, Mikazuki Shizuka)
Сейю: Кусунокі Томорі (оригінал), Еббі Тротт (англійський дубляж)
Роль в екранізації: Шіраїші Май
Кенічіро Рюудзакі (яп. 竜崎 憲一朗, Ryūzaki Ken'ichirō) / Кенчо (яп. ケンチョ)
Сейю: Фурукава Макото (оригінал), Ксандер Мобус (англійський дубляж)
Роль в екранізації: Shuntarō Yanagi
Беатрікс Амергаузер (яп. ベアトリクス・アメルハウザー, Beatorikusu Ameruhauzā) / Беа (яп. ベア, Bea)
Сейю: Такахаші Мінамі (оригінал), Лора Пост (англійський дубляж)
Ґондзо Косуґі (яп. 小杉 権蔵, Kosugi Gonzō)
Роль в екранізації: Кітамура Кадзукі

## Медіа

### Манґа
«100 бажань до перетворення на зомбі» написана Харо Асо та проілюстрована Котаро Такатою. Серія почалася в журналі сейнен-манґи Shogakukan Monthly Sunday Gene-X 19 жовтня 2018 року. Shogakukan зібрав розділи в окремі томи танкобон. Перший том вийшов 19 березня 2019 року. Станом на 30 червня 2023 року вийшло чотирнадцять томів.
У Північній Америці Viz Media оголосила про випуск серіалу англійською мовою в липні 2020 року. 9 травня 2023 року Viz Media запустила службу цифрової манги Viz Manga, де розділи серіалу отримують одночасну публікацію англійською мовою в Північній Америці, коли вони випускаються в Японії.
Серія ліцензована у Франції компанією Kana та індонезійською мовою компанією Elex Media Komputindo.
Восени 2024 року, видавництво Nasha idea анонсувало вихід серії манґи українською мовою та відкрила передпродаж першого тому.

#### Список томів
- Примітка. Розділи нумеруються після символу # над індексом (#).

| - #1: Akira of the Dead (яп. アキラオブザデッド, Akira obu za deddo) - #2: Bucket List of the Dead (яп. バケットリストオブザデッド, Baketto risuto obu za deddo) - #3: Best Friend of the Dead (яп. ベストフレンドオブザデッド, Besuto furendo obu za deddo) - #3.5: Sakura Mochi of the Dead (яп. サクラモチオブザデッド, Sakura Mochi obu za deddo) |

| - #4: Flight Attendant of the Dead (1) (яп. CAオブザデッド①, CA obu za deddo 1) - #5: Flight Attendant of the Dead (2) (яп. CAオブザデッド②, CA obu za deddo 2) - #6: Hero of the Dead (1) (яп. ヒーローオブザデッド①, Hīrō obu za deddo 1) - #7: Hero of the Dead (2) (яп. ヒーローオブザデッド②, Hīrō obu za deddo 2) |

| - #8: RV of the Dead (яп. キャンピングカーオブザデッド, Kyanpingu kā obu za deddo) - #9: Truck Stop of the Dead (1) (яп. SAオブザデッド①, SA obu za deddo 1) - #10: Truck Stop of the Dead (2) (яп. SAオブザデッド②, SA obu za deddo 2) - #11: Truck Stop of the Dead (3) (яп. SAオブザデッド③, SA obu za deddo 3) |

| - #12: Sushi of the Dead (яп. スシオブザデッド, Sushi obu za deddo) - #13: Hot Springs of the Dead (яп. ホットスプリングオブザデッド, Hotto supuringu obu za deddo) - #14: Treehouse of the Dead (яп. ツリーハウスオブザデッド, Tsurīhausu obu za deddo) - #15: Hometown of the Dead (1) (яп. ホームタウンオブザデッド①, Hōmutaun obu za deddo 1) - Bonus: Show Club of the Dead (яп. ショークラブオブザデッド, Shō kurabu obu za deddo) |

| - #16: Hometown of the Dead (2) (яп. ホームタウンオブザデッド②, Hōmutaun obu za deddo 2) - #17: Hometown of the Dead (3) (яп. ホームタウンオブザデッド③, Hōmutaun obu za deddo 3) - #18: Hometown of the Dead (4) (яп. ホームタウンオブザデッド④, Hōmutaun obu za deddo 4) - #19: Hometown of the Dead (5) (яп. ホームタウンオブザデッド⑤, Hōmutaun obu za deddo 5) - Bonus: Dating App of the Dead (яп. マッチングアプリオブザデッド, Macchingu apuri obu za deddo) |

| - #20: Hometown of the Dead (6) (яп. ホームタウンオブザデッド⑥, Hōmutaun obu za deddo 6) - #21: Hometown of the Dead (7) (яп. ホームタウンオブザデッド⑦, Hōmutaun obu za deddo 7) - #22: Cross-Country Trip of the Dead (яп. クロスカントリーオブザデッド, Kurosu kantorī obu za deddo) - Bonus: Manga Meat of the Dead (яп. マンガニク オブ ザ デッド, Manganiku obu za deddo) - Bonus: Kosakas of the Dead (яп. コーサカオブザデッド, Kōsaka obu za deddo) |

| - #23: Spartathalon of the Dead (яп. スパルタスロンオブザデッド, Suparutasuron obu za deddo) - #24: Suite of the Dead (1) (яп. スイートルームオブザデッド①, Suītorūmu obu za deddo 1) - #25: Suite of the Dead (2) (яп. スイートルームオブザデッド②, Suītorūmu obu za deddo 2) - #26: Suite of the Dead (3) (яп. スイートルームオブザデッド③, Suītorūmu obu za deddo 3) - Bonus: Akira in Borderland (яп. 今際の国のアキラ, Imawa no kuni no Akira) |

| - #27: Sake of the Dead (яп. サケオブザデッド, Sake obu za deddo) - #28: Dinosaurs of the Dead (1) (яп. ダイナソーオブザデッド①, Dainasō obu za deddo 1) - #29: Dinosaurs of the Dead (2) (яп. ダイナソーオブザデッド②, Dainasō obu za deddo 2) - #30: Boredom of the Dead (яп. ヒツマブシオブザデッド, Hitsumabushi obu za deddo) |

| - #31: Millionaire of the Dead (1) (яп. ミリオネアオブザデッド①, Mirionea obu za deddo 1) - #32: Millionaire of the Dead (2) (яп. ミリオネアオブザデッド②, Mirionea obu za deddo 2) - #33: Millionaire of the Dead (3) (яп. ミリオネアオブザデッド③, Mirionea obu za deddo 3) - #34: Millionaire of the Dead (4) (яп. ミリオネアオブザデッド④, Mirionea obu za deddo 4) - Bonus: Teeth Whitening of the Dead (яп. ホワイトニングオブザデッド, Howaitoningu obu za deddo) |

| - #35: Millionaire of the Dead (5) (яп. ミリオネアオブザデッド⑤, Mirionea obu za deddo 5) - #36: Geisha of the Dead (1) (яп. ゲイシャオブザデッド①, Geisha obu za deddo 1) - #37: Geisha of the Dead (2) (яп. ゲイシャオブザデッド②, Geisha obu za deddo 2) - #38: Pilgrimage of the Dead (1) (яп. ピルグリメイジオブザデッド①, Pirugurimeiji obu za deddo) |

| - #39: Pilgrimage of the Dead (2) (яп. ピルグリメイジオブザデッド②, Pirugurimeiji obu za deddo 2) - #40: Pilgrimage of the Dead (3) (яп. ピルグリメイジオブザデッド③, Pirugurimeiji obu za deddo 3) - #41: Cruiser of the Dead (1) (яп. クルーザーオブザデッド①, Kurūzā obu za deddo 1) - #42: Cruiser of the Dead (2) (яп. クルーザーオブザデッド②, Kurūzā obu za deddo 2) |

| - #43: Desert Island of the Dead (1) (яп. デザートアイランドオブザデッド①, Dezāto airando obu za deddo 1) - #44: Desert Island of the Dead (2) (яп. デザートアイランドオブザデッド②, Dezāto airando obu za deddo 2) - #45: SL of the Dead (яп. SLオブザデッド, SL obu za deddo) - #46: Precious of the Dead (яп. プレシャスオブザデッド, Pureshasu obu za deddo) |

| - #47: Survival Game of the Dead (1) (яп. サバゲーオブザデッド①, Sabagē obu za deddo 1) - #48: Survival Game of the Dead (2) (яп. サバゲーオブザデッド②, Sabagē obu za deddo 2) - #49: Survival Game of the Dead (3) (яп. サバゲーオブザデッド③, Sabagē obu za deddo 3) - #50: Survival Game of the Dead (4) (яп. サバゲーオブザデッド④, Sabagē obu za deddo 4) |

| - #51: Survival Game of the Dead (5) (яп. サバゲーオブザデッド⑤, Sabagē obu za Deddo 5) - #52: Grandpa of the Dead (1) (яп. グランパオブザデッド①, Guranpa obu za Deddo 1) - #53: Grandpa of the Dead (2) (яп. グランパオブザデッド②, Guranpa obu za Deddo 2) - #54: Blue Marlin of the Dead (яп. ブルーマーリン・オブ・ザ・デッド, Burū Mārin obu za Deddo) |

| - #55: "Dolphins of the Dead (1)" (яп. ドルフィンオブザデッド①, Dorufin obu za Deddo 1) - #56: "Dolphins of the Dead (2)" (яп. ドルフィンオブザデッド②, Dorufin obu za Deddo 2) - #57: "Dolphins of the Dead (3)" (яп. ドルフィンオブザデッド③, Dorufin obu za Deddo 3) - Bonus: "Kencho in Borderland" (яп. 今際の国のケンチョ, Imawa no Kuni no Kencho) - Bonus: "Making of the Dead (Anime ver)" (яп. メイキングオブザデッド(アニメ編), Meikingu obu za Deddo (Anime-hen)) - Bonus: "Making of the Dead (Live-action)" (яп. メイキングオブザデッド(実写映画), Meikingu obu za Deddo (Jissha Eiga)) |

| - #58: Haunted Manor of the Dead (1) (яп. ホラーマンションオブザデッド①, Horā Manshon obu za Deddo 1) - #59: Haunted Manor of the Dead (2) (яп. ホラーマンションオブザデッド②, Horā Manshon obu za Deddo 2) - #60: Haunted Manor of the Dead (3) (яп. ホラーマンションオブザデッド③, Horā Manshon obu za Deddo 3) - #61: Happiness of the Dead (яп. ハピネス オブ ザ デッド, Hapinesu obu za Deddo) |

| - #62: Outer Space of the Dead (1) (яп. アウタースペースオブザデッド①, Autā Supēsu obu za Deddo 1) - #63: Outer Space of the Dead (2) (яп. アウタースペースオブザデッド②, Autā Supēsu obu za Deddo 2) - #64: Outer Space of the Dead (3) (яп. アウタースペースオブザデッド③, Autā Supēsu obu za Deddo 3) - #65: Outer Space of the Dead (4) (яп. アウタースペースオブザデッド④, Autā Supēsu obu za Deddo 4) |

| - #66: Outer Space of the Dead (5) (яп. アウタースペースオブザデッド⑤, Autā Supēsu obu za Deddo 5) - #67: Outer Space of the Dead (6) (яп. アウタースペースオブザデッド⑥, Autā Supēsu obu za Deddo 6) - #68: Outer Space of the Dead (7) (яп. アウタースペースオブザデッド⑦, Autā Supēsu obu za Deddo 7) - #69: Outer Space of the Dead (8) (яп. アウタースペースオブザデッド⑧, Autā Supēsu obu za Deddo 8) |

| - #70: Safari of the Dead (1) (яп. サファリオブザデッド①, Safari obu za Deddo 1) - #71: Safari of the Dead (2) (яп. サファリオブザデッド②, Safari obu za Deddo 2) - #72: Safari of the Dead (3) (яп. サファリオブザデッド③, Safari obu za Deddo 3) - #73: Fried Egg of the Dead (яп. 目玉焼きオブザデッド, Medamayaki obu za Deddo) |

#### Розділи, ще не видані у форматітанкобон
- #74: Skydiving of the Dead (1) (яп. スカイダイビングオブザデッド①, Sukaidaibingu obu za Deddo 1)
- #74.2: Skydiving of the Dead (2) (яп. スカイダイビングオブザデッド②, Sukaidaibingu obu za Deddo 2)
- #75: Haisai of the Dead (яп. ハイサイオブザデッド, Haisai obu za Deddo)

### Фільм
7 червня 2022 року під час прямої трансляції Geeked Week Netflix оголосив про екранізацію у форматі фільму живої дії. Режисером фільму виступає Юсуке Ішіда за сценарієм Тацуро Мішіми. Акіра Морії виступає продюсером у співпраці з ROBOT і Plus One Entertainment. Прем'єра фільму запланована на 3 серпня 2023 року.

### Аніме
6 січня 2023 року було оголошено про адаптацію аніме-серіалу в рамках угоди між Viz Media, Shogakukan і Shogakukan-Shueisha Productions. Виробництвом фільму займається Bug Films, режисером виступає Кадзукі Каваґо, асистентом режисера є Ханако Уеда, сценарієм керує Хіроші Секо, дизайн персонажів — Кії Танака, дизайн зомбі — Джунпей Фукучі, а музика — Макото Міядзакі. Прем'єра серіалу на MBS і TBS запланована на 9 липня 2023 року. Темою опенінга є "Song of the Dead" (яп. ソングオブザデッド, Songu obu za Deddo) від Kana-Boon, а темою ендінга є "Happiness of the Dead" (яп. ハピネス オブ ザ デッド, Hapinesu obu za Deddo) від Shiyui.
Hulu, Netflix і Crunchyroll транслюватимуть серіал у Сполучених Штатах одночасно з його випуском у Японії. Muse Communication ліцензували серіал у Південно-Східній Азії.

## Сприйняття
У 2022 році серія була номінована на премію Айснера в категоріях «Найкраще видання міжнародного матеріалу в США — Азія» та «Найкраща гумористична публікація».